# A Rã e o Rato

Uma placa de 1880 ilustrando a fábula

A rã e o Rato (em inglês: The Frog and the Mouse) é uma das Fábulas de Esopo e existe em várias versões. Ela é numerada 384 no Índice de Perry . Existem também versões orientais de origem incerta que são classificadas como Aarne-Thompson tipo 278, a respeito de relações não naturais. As histórias mostram que os traiçoeiros são destruídos por suas próprias ações.

## A fábula grega e variações medievais
A história básica é de um rato que pede a uma rã para levá-lo para o outro lado de um riacho e é preso às costas do sapo. No meio do caminho, a rã mergulha e afoga o rato, que flutua para a superfície. Um papagaio que passa o pega na água e carrega a rã atrás dele, finalmente comendo os dois. Outras versões os descrevem como amigos em uma jornada juntos ou então trocando hospitalidade.
A história foi interpretada de várias maneiras na Idade Média. A versão de Odo de Cheriton não demonstra traição, mas apenas associação tola; por confiar na oferta do sapo, ambos perdem a vida quando o papagaio os atinge. A ballade moral baseada na história de Eustache Deschamps demonstra “Como as palavras gentis são frequentemente enganosas”. O rato está escapando da fome e aceita a oferta da rã de transporta-lo através do rio; a história então continua como Ysoppe dit en son livre et raconte (de acordo com o relato de Esopo). A história de Marie de France é mais circunstancial e termina de forma diferente da maioria das outras. O rato vive contente em um moinho e oferece hospitalidade a uma rã que passa. A rã então atrai o rato para cruzar o riacho com o pretexto de mostrar a ela sua casa. Enquanto ele tenta afogar seu passageiro, a dupla é agarrada pelo papagaio, que come o sapo primeiro porque é gordo. Enquanto isso, o rato se livra de suas amarras e sobrevive.
No início do século XV o poeta John Lydgate expandiu ainda mais a história de Marie. O detalhe adicional mais significativo é a moralização do rato sobre a felicidade de estar satisfeito com seu destino. É por isso que a rã é preferido pelo papagaio pela sua gordura, já que o rato virtuoso, contentando-se com pouco, é "esguio e magro". O relato de Lydgate foi seguido por mais duas versões vernáculas. Na coleção de fábulas de William Caxton, é um rato em peregrinação que pede a ajuda da rã para atravessar um rio. Um poema escocês com o título The Paddock and the Mouse aparece entre os Morall Fabillis de Esope the Phrygian de Robert Henryson e é uma versão expandida da versão de Eustache Deschamps, durante a qual a rã se oferece para carregar o rato em viagem até o campos de grãos na outra margem do riacho. Henryson interpreta o conto em sua balada de conclusão, afirmando que “a mente suja é escondida por palavras tanto justas quanto livres” e que é melhor se contentar com seu destino “do que com companheiro mau para se unir”.

## Versões renascentistas
O tema medieval da confiança ingênua continuou na Renascença . A fábula estava entre as traduzidas para o alemão por Martinho Lutero em 1530, com um texto baseado na versão de Heinrich Steinhöwel . A lição a ser aprendida com ele é, em primeiro lugar, estar alerta para o engano, mas também que o enganador pode igualmente ser vítima de suas próprias armadilhas. Nos tempos modernos, seu texto foi definido por Hans Poser em seu Die Fabeln des Äsop para coro acompanhado (Op. 28, 1956).

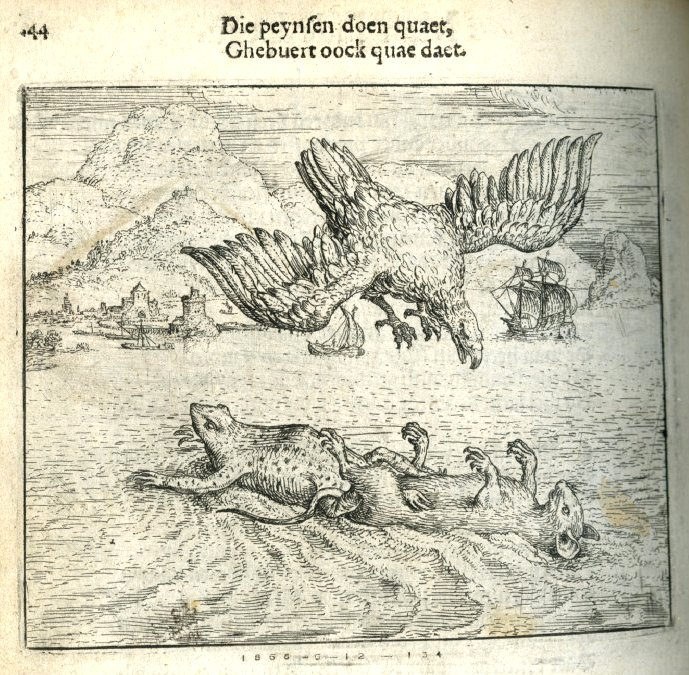
Ilustração da fábula de Marcus Gheeraerts, o Velho, em Warachtighe Fabulen der Dieren (1567)

Compiladores de livros de emblemas também começaram a usar a fábula como ilustração. Intitulada em holandês como "A rã e o rato", apareceu em De Warachtighe Fabulen der Dieren de Eduwaert de Dene (True Animal Fables, 1567). Lá, ela é acompanhada pelo provérbio “O mal que você faz volta para você” e uma gravura da rã transportando o rato por um rio largo enquanto um falcão desce sobre eles. Um desenho semelhante invertido aparece no XL emblemata miscella nova de Christoph Murer (1622), com versos moralizantes que atribuem a história a Esopo “em quem se pode confiar” sob o título irônico de “Amigos no infortúnio” ( Amici in tempore adverso ).
Jean de la Fontaine inventou seus próprios detalhes fantasiosos para recontar a fábula em 1668. Lá a rã finge amizade e convida um rato gordo para um banquete, com a intenção de afogá-lo e comê-lo enquanto nadava no pântano. Então, um papagaio que os viu lutando na água leva os dois para um banquete próprio. Como no caso dos emblemas, a moral é que o trapaceiro muitas vezes cai na armadilha que criou.
Uma ilustração muito semelhante às dos livros de emblemas acompanhou uma história muito parecida com a de La Fontaine no Phryx Aesopus (1564) do poeta neolatino Hieronymus Osius . A história foi seguida por uma segunda, no entanto, em que as duas criaturas aparecem como inimigas disputando o governo do pântano em que vivem e são carregadas pelo papagaio enquanto lutam. Essa foi a principal variante da fábula que surgiu durante a Renascença na tentativa de explicar a motivação do sapo, nunca explicada em nenhum relato anterior. Por trás de seu comportamento está a situação no início do antigo épico simulado Batrachomyomachia em que uma rã carregando um rato nas costas mergulhou com medo de uma cobra e inadvertidamente afogou seu cavaleiro. Em vingança, os ratos declararam guerra às rãs e desde então os dois tornaram-se inimigos.
Em uma tradução de outra versão em latim no final do século XVI, Arthur Golding traçou um paralelo com essa velha inimizade no manuscrito de seu "A Moral Fabletalk". A fusão das diferentes batalhas em uma fábula estendida foi levada adiante por John Ogilby em 1668, logo seguida por relatos de sua batalha no pântano com canas e juncos por armas nas coleções de fábulas de Francis Barlow (1687), Roger L'Estrange (1692) e Samuel Croxall (1722). No rescaldo da luta civil e da revolução, foi uma oportunidade adequada para pregar a concórdia civil, mas a essa altura a fábula se distanciara muito do enredo original de Esopo. Isso não retornaria em fontes inglesas até a retradução de George Fyler Townsend de 1887, onde a moral de seu conto mais uma vez realça a traição com o verso proverbial, "Harm hatch, harm catch".
O relato de Croxall, em particular, foi frequentemente reimpresso na segunda metade do século XIX e também foi incorporado a outras compilações de fábulas. Entre as últimas estavam as Fábulas Cristãs de Samuel Lysons ou as Fábulas de Aesop and Other Writers Christianized (Londres 1850), onde a moral recebe uma nova aplicação. Croxall tinha feito um apelo político para “jogar fora as ridículas Distinções de Partido” que enfraquecem o estado. Na época vitoriana, Lysons tem como alvo a disputa entre facções cristãs que deveriam se unir, já que “as divisões na Igreja e no Estado apenas nos tornam mais abertas aos ataques de nosso grande e natural inimigo - o Diabo”.

## O análogo oriental
A fábula de Esopo era contemporânea no Oriente durante os tempos medievais e é contada extensamente por Rumi em seu Masnavi como um exemplo dos perigos da amizade desigual.
Quase ao mesmo tempo, uma versão diferente sobre um escorpião e uma tartaruga surgiu entre as fábulas de Bidpai . O escorpião pede à tartaruga para carregá-lo através de um riacho e promete que não fará mal. Quando a tartaruga descobre que o escorpião está tentando enfiar seu ferrão em sua carapaça, ela mergulha e afoga seu traiçoeiro passageiro. Embora muitas das histórias de Bidpai possam ser rastreadas até a antiga coleção de fábulas hindus, o Panchatantra, não existe uma versão sânscrita da história do escorpião. Um estudo alemão por Arata Takeda sugere que foi introduzido durante os séculos XII e XIII na área de língua persa.
O estudo de Takeda começou como uma tentativa de encontrar a origem de um conto híbrido mais recente com elementos da fábula de Esopo e do análogo oriental. Neste caso, o escorpião pede a uma rã que o carregue através da água. Para acalmar as suspeitas da rã, o escorpião argumenta que isso seria seguro, pois, se ele picasse a rã, ambos se afogariam. A rã concorda, mas no meio do rio o escorpião realmente pica a rã. Quando questionado sobre o motivo de sua ação ilógica, o escorpião explica que esta é simplesmente sua natureza. A primeira aparição verificável dessa variante foi no roteiro de 1954 do filme de Orson Welles, Sr. Arkadin . Por causa de sua moralidade sombria, houve muitas referências populares desde então. A moral de que não há esperança de reforma no basicamente vicioso era comum nos tempos antigos e foi exemplificada, por exemplo, na fábula de Esopo de O fazendeiro e a víbora, mas não existe evidência de uma ligação entre eles.
Algumas vezes são feitas afirmações, também sem evidências, de que a fábula da rã e do escorpião é de origem árabe, mas as histórias autênticas da Ásia Ocidental em que esses dois aparecem são completamente diferentes. Uma fonte sufista do século VI ilustra a providência divina com a história de um escorpião que cruza o Nilo nas costas de um sapo para salvar um bêbado adormecido de ser picado por uma cobra. Havia também uma variante judaica no tratado do Talmud Babilônico Nedarim 41a em que um rabino testemunhou um escorpião cruzando um rio da mesma forma para picar um homem até a morte. Em nenhum dos casos o sapo é prejudicado.